# グッドモーニングアメリカ
グッドモーニングアメリカ（good morning america）は、日本のロックバンド。所属事務所はFIVE RAT RECORDS。レーベルは日本コロムビア。略称は「グドモ」。2001年に結成。2020年より活動休止。
2023年9月に「TREASURE05X 2023」にて3年半ぶりにライブ出演。

## メンバー
- 金廣真悟（1983年4月30日（41歳） - ） - ボーカル、ギター、血液型はAB型[5]。
  - 中央大学附属高等学校、中央大学卒業[6][7]。
  - 料理が得意で世界各国の料理を作る。
  - 生まれは宮崎県。育ちは色々。
- たなしん（1983年8月16日（41歳） - ） - ベース、コーラス、血液型はO型[5]。
  - 中央大学附属高等学校、中央大学卒業[6][7]。
  - 本名は田中慎二郎。
  - 身長は179.5cm
  - たな輪
  - 上半身裸に短パン、サングラスが基本スタイル。ライブやイベントのMC中、「ファイヤー」という掛け声を使い、会場を盛り上げる。
  - 2018年より、YouTuberとしても活動を始める。
  - DJゴエモンとのDJユニットタナシンドロームとしても活動。
- 渡邊幸一（1983年7月15日（41歳） - ） - ギター、コーラス、血液型はAB型。
  - 中央大学附属高等学校、中央大学卒業[6][7]。
  - 好きなスポーツはサッカー
  - ハッピーボーイ[5]。
- ペギ（1984年11月2日（40歳） - ） - ドラム、コーラス、血液型はAB型[5]。
  - 脱退した野口慎介の後任として2008年7月に加入。
  - 岡山県津山市出身。
  - 身長は171cm。
  - 猫が好き。

## 来歴
2001年
- メンバーが中央大学附属高等学校時代、東京都八王子市にて高校の同級生で前身バンドfor better,for worseを結成。同じ出身大学・高校の同級生でもあり、ライバルでもあるTOTALFATや、後輩であるBIGMAMAと共に活動を開始する[8]。

2004年
- 6月、初の単独作品となる『heartstrings』を、Kick Rock MUSICよりリリース。

2005年
- 11月、盟友「TOTALFAT」とのスプリットミニアルバム『When The 8th Spring Has Come…』をKick Rock MUSICよりリリース。ツアーを行う。
- 多数のコンピレーションアルバムに参加。

2006年
- 5月、一時ライブ活動を休止。「自分たちの楽曲を、より相手の心に届ける為に」と、今迄の英詞の楽曲、サウンドから日本詞の楽曲、サウンドへの切り替えのために作曲や練習に努める。

2007年
- 7月、バンド名を『グッドモーニングアメリカ』へ変更しライブ活動を再開。

2008年
- 7月、ドラマーの野口慎介が脱退し、同月に現メンバーであるペギが新ドラマーとして加入。

2009年
- 11月、八王子RIPS開催中、全ての日曜日を使用し、自主企画『挑戦2009』（計5日間）を企画・開催する。

2010年
- 9月、8月にリリースした同バンド主催のV.A.『あっ、良い音楽ここにあります。』リリースパーティーを渋谷O-Crestにて開催。
- 11月、下北沢ERAにて「空ばかりみていた」発売を皮切りに、28本の全国リリースツアーを敢行。（北浦和、前橋市）

2011年
- 2月、渋谷O-Crestにて「空ばかり見ていた」リリースツアーファイナルをアルカラ、LACCO TOWERを迎え、開催。
- 5月、会場とindiesmusic.com限定シングル『光となって / 届いたらいいのに』をリリース。同日に渋谷O-CrestにてLiaroid Cinemaと共同企画を行う。この日を皮切りにリリースツアー開始。
- 6月、リリースツアーの一環として、難波ROCKETSにて同バンド初となる大阪企画をLiaroid Cinemaと行う。
- 同月、ツアーファイナルをLAST ALLIANCEをゲストに迎え開催。
- 8月、拠点である八王子RIPSにてUNLIMITS、Northern19をゲストに迎え、『ウォールペーパーミュージックじゃ踊りたくないぜ』レコ発を開催。チケット完売を記録。この日を皮切りにリリースツアーを開始。
- 10月、『ウォールペーパーミュージックじゃ踊りたくないぜ』ツアーファイナル、初のワンマンライブを、代官山UNITにて開催。
- なんばHatchで行われたWHEEL 2011 EXTRAにて盟友であるTOTALFATと再会、対バンを果たす。
- 12月、COUNTDOWN JAPAN 11月12日 出演。
- 12月30日、LIVE DI:GA JUDGEMENT 2011 出演。

2012年
- 2月、グッドモーニングアメリカ主催のロック・フェスティバル「あっ良いライブここにあります。2012」を渋谷O-Eastにて開催。1200人を動員させ完売を記録。
- 12月にリリースしたグッドモーニングアメリカ主催のV.A.『あっ、良い音楽ここにあります。その弐』リリースパーティーを渋谷O-Crest、3月には心斎橋JANUSにて開催。
- 3月20日、SANUKI ROCK COLOSSEUM〜BUSTA CUP 3rd round〜 出演。
- 5月1日・3日、FUNKIST SUNSHINE 7 tour 2012 出演。
- 6月2日、RUSH BALL★R 出演。
- 6月3日、SAKAE SP-RING 2012 出演。
- 6月、5月に発売した3rd minialbum『輝く方へ』レコ発を東名阪でゲストを迎え敢行。これを皮切りにリリースツアーを開始。
- TOWER RECORDS渋谷店B1フロアにてインストアライブを行う。
- 7月5日、スペースシャワー列伝 第九十巻 灼熱の宴 出演。
- 7月14日、MURO FESTIVAL 2012 出演。
- 8月22日、ROCK KIDS 802 THE MUSIC CAMP 出演。
- 9月1日、TREASURE05X 2012 〜dancing colorz〜 出演。
- 9月、『輝く方へ』リリースツアーファイナルを渋谷CLUB QUATTROにてゲストにアルカラを迎え開催。
- 10月6日、MEGA☆ROCKS 2012 出演。
- 10月12日・13日、MINAMI WHEEL 2012 出演。
- 10月22日・27日・29日、THEラブ人間決起集会『OOO(October's Ocean Over dub)』 出演。
- 11月3日、Half-Life presents 『LEGARE』 出演。
- 11月、『カントリーロードツアー2012』に参加。a flood of circleと「カントリーロード」を発行している7つのライブハウスを回る。
- 11月23日、金沢 ROCK Street Market 2012 出演。
- 11月-12月、初のワンマンツアーとなる「餞の詩」ツアーを全国5箇所で開催。
- 12月26日、THROUGHtheTREASURE 2012 -Countdown to 10th Anniversary- 出演。
- 12月30日、FM802 ROCK FESTIVAL RADIO CRAZY 2012 出演。
- 12月31日、Crest YEAR END PARTY 2012 Special 4DAYS! 出演。

2013年
- 1月26日、グッドモーニングアメリカ プレミアム ファイヤーショー 〜Let's meet on the radio〜 出演。
- 2月-3月、WHITE ASH・tricot・indigo la End等と共に『スペースシャワー列伝2013』に参加。
- 4月6日、FACTORY LIVE 0406 出演。
- 4月、BUZZ THE BEARS & グッドモーニングアメリカ presents 『BUZZ of FIRE TOUR』 開催。
- 5月8日、初のフルアルバム『未来へのスパイラル』でメジャーデビュー。
- 5月9日、音エモン presents LIVE BURGER vol.8 出演。
- 5月24日、No Regret Life LAST TOUR 2013 "Memory & Record" 出演。
- 6月2日、Rockin' Radio!-OSAKAJOH YAON- 出演。
- 6月8日、SAKAE SP-RING 2013 出演。
- 6月9日、ロックスアップ vol.01 〜ROCKを体感せよ!!〜 出演。
- 6月、グッドモーニングアメリカ企画フェス 「あっ、良いライブここにあります。2013」 開催。
- 6月29日、グッドモーニングアメリカ『未来へのスパイラル』発売記念インストアLIVE 開催。
- 7月-10月、『未来へのスパイラル』リリースツアーを15箇所で開催。ファイナルShibuya O-EASTを始め全箇所チケット完売を記録。
- 7月14日、MURO FESTIVAL 2013 出演。
- 7月20日、JOIN ALIVE 2013 出演。
- 7月28日、FM802 MEET THE WORLD BEAT 2013 出演。
- 7月30日、Shibuya CLUB QUATTRO 25th Anniversary "QUATTRO QUARTER" 出演。
- 8月2日、ROCK IN JAPAN FESTIVAL 2013 出演。
- 8月11日、SUMMER SONIC 2013 出演。
- 8月13日、SPYAIR『真夏の3番勝負』2013 出演。
- 8月17日、WILD BUNCH FEST. 2013 出演。
- 8月24日、ときめきジャンボリー2013 出演。
- 8月29日、RADIO BERRY ベリテンライブ2013 Special 出演。
- 8月31日、TREASURE05X 2013 10th Anniversary 出演。
- 9月1日、RUSH BALL 2013 出演。
- 10月12日、MINAMI WHEEL 2013 EXTRA 出演。
- 11月1日、グッドモーニングアメリカ企画 凌ぎ合う vol.3〜Wow Wow Sky〜 開催。
- 11月8日、グッドモーニングアメリカ企画 凌ぎ合う vol.4〜No No Dance〜 開催。
- 11月1日、グッドモーニングアメリカ企画 凌ぎ合う vol.5〜Go Go Heaven〜 開催。
- 11月9日、music festival "tieemo" 出演。
- 11月10日、Fear, and Loathing in Las Vegas 2 Man Shows Tour 2013 出演。
- 11月16日、SiM PANDORA TOUR 2013-2014 出演。
  - 11月19日・21日・27日、TOTALFAT SEVEN fuels for your LIVES" tour 2013 出演。
- 11月29日、SKULLSHIT presents SKULLMANIA Vol.7 出演。
- 12月7日・8日、a flood of circle Tour I'M FREE"AFOCの47都道府県制覇!形ないものを爆破しにいくツアー 迷わず行けよ編 出演。
- 12月14日、The Mirraz Tour 2013 A/W 〜あれ?この人サルエル履いてない??(仮)〜 出演。
- 12月20日、Shibuya O-Crest 10周年 Special Week!!〜臥竜と鳳雛〜 出演。
- 12月28日、FM802 ROCK FESTIVAL RADIO CRAZY 2013 出演。
- 12月30日、COUNT DOWN JAPAN 13/14出演、COSMO STAGEのトリを務める。
- 12月31日、Livemasters Inc. COUNTDOWN "GT2014" 出演。

2014年
- 1月8日、メジャー1st single『イチ、ニッ、サンでジャンプ』、同日にLIVE DVD『未来へのスパイラルツアー2013』ファイナル＠渋谷O-EAST 2013.10.5. をWリリース。
- 1月-3月、「イチ、ニッ、サンでジャンプツアー」を全国19カ所で開催。ファイナルSHIBUYA-AXを始める。
- 3月5日、QUATTRO MIRAGE vs @JAM vol.1 出演。
- 3月15日、HAPPY JACK 2014 出演。
- 3月20日、Jumpin'jack2014 出演。
- 3月21日、SANUKI ROCK COLOSSEUM 出演。
- 3月22日、BEA × Zepp Fukuoka presents FX2014 出演。
- 3月22日、MUSIC CUBE 14 出演。
- 3月23日、SAKAI MEETING 2014 出演。
- 3月-4月、グッドモーニングアメリカ×the band apart となりのバンドマンツアー2014 開催。
- 3月28日、忘れらんねえよ主催 ツレ伝ツアー 〜序章〜 出演。
- 4月11日、SP-RING NIGHT OUT 2014 -SPRUNG from SAKAE SP-RING- 出演。
- 4月13日、RADIO BERRY 20th Anniversary haruberrylive 2014 出演。
- 4月27日、ARABAKI ROCK FEST.14 出演。
- 4月29日、COMIN'KOBE14 出演。
- 5月3日、VIVA LA ROCK 出演。
- 5月24日、TOKYO METROPOLITAN ROCK FESTIVAL 2014 出演。
- 5月発売メジャー2nd singleがアニメ『ドラゴンボール改』のエンディングテーマソングに起用。6月7月には『7つの秘宝を探す冒険 2014』とタイトルを付け、広島ナミキジャンクション、福岡BEAT STATION、札幌PENNY LANE24、なんばHatch、名古屋DIAMOND HALL、仙台MACANA、Zepp DiverCity Tokyoで、7大都市ワンマンツアーを開催。
- 6月8日、SAKAE SP-RING 2014 出演。
- 6月29日、ネコフェス2014 -KUDAKENEKO ROCK FESTIVAL 2014- 出演。
- 7月12日、ASIAN KUNG-FU GENERATION presents NANO-MUGEN FES.2014 出演。
- 7月20日、JOIN ALIVE 2014 出演。
- 7月27日、MURO FESTIVAL 2014 出演。
- 8月1日、ROCK KIDS 802 -OCHIKEN Goes ON!!- SPECIAL LIVE
- 8月6日、そうだ!LOTSへ行こう!! 出演。
- 8月9日、ROCK IN JAPAN FESTIVAL 2014 出演。
- 8月10日、RADIO BERRY 20th ANNIVERSARY ベリテンライブ2014 〜STARTING AREA〜 出演。
- 8月15日、a-nation island LOOP 出演。
- 8月17日、SUMMER SONIC 2014 出演。
- 8月20日、お台場新大陸2014 めざましライブ 出演。
- 8月23日、MONSTER baSH 2014 出演。
- 8月24日、Sky Jamboree 2014 〜one pray in nagasaki〜 出演。
- 8月31日、RUSH BALL 2014 出演。
- 9月7日、TREASURE05X 2014 〜galaxy of liberty〜 出演。
- 9月13日、BEAT PHOENIX 2014 出演。
- 9月、MASTER COLISEUM'14 出演。
- 9月21日、加賀温泉郷フェス 2014 出演。
- 11月24日、グッドモーニングアメリカ企画フェス「あっ、良いライブここにあります。2014」 開催。
- 12月24日 - 楽曲「ワンダーフルワールド」が、ハウステンボスのCMソングに起用される[9]。

2015年
- 8月12日、メジャー4thシングル「ハローハローハロー」をリリース。今作をもって日本コロンビア内のレーベルTRIADに移籍[10]。

2016年
- 11月5日、グッドモーニングアメリカ企画フェス「八王子天狗祭2016」 開催。

2017年
- 4月、金廣の声帯ポリープ摘出手術に伴いライブ活動の休止。7月19日のファンクラブ会員限定ライブ「今宵会」にて活動を再開[11]。
- 11月11日、グッドモーニングアメリカ企画フェス「八王子天狗祭2017」 開催。

2019年
- 10月　メジャー6th single『フルスロットル』をリリース。

2020年
- 1月 東名阪ワンマンツアー『また会えるよね』をもっての活動休止を発表。

2023年
- 5月 ライブ活動を再開。また、インディーズ時代に発表したミニアルバム『輝く方へ』『ウォールペーパーミュージックじゃ踊りたくないぜ』『空ばかり見ていた』の、サブスクリプションサービスも解禁[12]

## 八王子天狗祭
2016年
11月5日 エスフォルタアリーナ八王子
出演アーティスト
| 天狗ステージ | 白狐ステージ |
| --- | --- |
| - ニューロティカ - アルカラ - THE BAWDIES - GOOD ON THE REEL - THE BACK HORN - KEYTALK - ストレイテナー - TOTALFAT - グッドモーニングアメリカ | - Rhythmic Toy World - THE WELL WELLS - Northern19 - ircle - SWANKY DANK - フラチナリズム - LEGO BIG MORL - Hello at 四畳半 |

2017年
11月11日 エスフォルタアリーナ八王子
出演アーティスト
| 天狗ステージ | 白狐ステージ |
| --- | --- |
| - 四星球 - 忘れらんねえよ - 175R - TOTALFAT - BRADIO - ゴールデンボンバー - 04 Limited Sazabys - BIGMAMA - グッドモーニングアメリカ | - POETASTER - MAGIC OF LiFE - Gacharic Spin - Hello at 四畳半 - COUNTRY YARD - フラチナリズム - a flood of circle - Rhythmic Toy World |

## コンセプト
結成当初から変わらず持ち続けている想いである。

## ディスコグラフィー

### インディーズ

#### 配信シングル
| リリース     | 曲名       |
| ------------ | ---------- |
| 2009年4月2日 | ひこうき雲 |

## タイアップ一覧
| 使用年 | 曲名                       | タイアップ                                                                        |
| ------ | -------------------------- | --------------------------------------------------------------------------------- |
| 2013年 | 餞の詩                     | 読売テレビ『キューン!』1月度エンディングテーマ                                    |
| 2013年 | ファイティングポーズ       | 江崎グリコ「ポッキーチョコレート」スペースシャワーTVバージョンCMソング            |
| 2013年 | キャッチアンドリリース     | TBS系『大久保じゃあナイト』テーマソング                                           |
| 2013年 | 未来へのスパイラル         | テレビ朝日系『musicる TV』5月度オープニングテーマ                                 |
| 2013年 | 未来へのスパイラル         | 関西テレビ『ミュージャック』5月度エンディングテーマ                               |
| 2013年 | 未来へのスパイラル         | J:COM『MUSIC JUNGLE TV』5月前半エンディングテーマ                                 |
| 2014年 | イチ、ニッ、サンでジャンプ | 日本テレビ系『ミュージックドラゴン』1月度エンディングテーマ                       |
| 2014年 | イチ、ニッ、サンでジャンプ | KBS京都『京スポ』1月度エンディングテーマ                                          |
| 2014年 | メロディ                   | ロッテ「がんばれ男子!Happy White Day!」キャンペーンソング                         |
| 2014年 | 拝啓、ツラツストラ         | フジテレビ系アニメ『ドラゴンボール改』第2期エンディングテーマ（第99話 - 第111話） |
| 2014年 | inトーキョーシティ         | フジテレビ系『魁!音楽番付 Eight』エンディングテーマ                               |
| 2014年 | ワンダーフルワールド       | ハウステンボス「光と闇と炎の王国」CMソング                                        |
| 2015年 | 南風と太陽                 | ジーフット「ASBee限定 Timberlandデッキシューズコレクション」CMソング              |
| 2015年 | ハローハローハロー         | フジテレビ系アニメ『ドラゴンボール超』エンディングテーマ（第1話 - 第12話）        |
| 2015年 | サイダーでも飲んで         | タキロン「タキロン 競泳日本代表篇」CMソング                                       |
| 2015年 | ディスポップサバイバー     | KBS京都『京スポ』10月度エンディングテーマ                                         |
| 2015年 | ディスポップサバイバー     | フジテレビ系『魁!音楽の時間』11月度エンディングテーマ                             |
| 2016年 | 友よ                       | TBS系『第65回別府大分毎日マラソン大会』テーマソング                               |
| 2016年 | カラフル                   | ロッテ「トッポ」オリジナル応援ソング                                              |
| 2016年 | ノーファング               | pixelfish社アプリゲーム「Black Rose Suspects」メインテーマ                        |
| 2016年 | クラスター                 | pixelfish社アプリゲーム「Black Rose Suspects」オープニングテーマ                  |
| 2017年 | 友よ                       | TBS系『第66回別府大分毎日マラソン大会』テーマソング                               |
| 2017年 | 悲しみ無き世界へ           | KADOKAWA配給映画『破裏拳ポリマー』主題歌                                          |
| 2017年 | 風と鳴いて融けてゆけ       | くまもと県民テレビ『ROCKET COMPLEX』10月度オープニングテーマ                      |
| 2018年 | YEAH!!!!                   | TBS系『SUPER SOCCER』10・11月度エンディングテーマ                                 |
| 2018年 | ゴールライン               | フジテレビ系『奇跡体験!アンビリバボー』10月クールエンディングテーマ               |

## ヘビーローテーション/パワープレイ

### テレビ
| 放送年 | 曲名               | ヘビーローテーション/パワープレイ         |
| ------ | ------------------ | ----------------------------------------- |
| 2013年 | 未来へのスパイラル | スペースシャワーTV 2013年5月度POWER PUSH! |